# Poblat ibèric del Castell de Palamós
El poblat ibèric del Castell de Palamós és un assentament dels indigets, que data del segle vi aC fins a l'època romana i que va tenir la seva màxima esplendor durant els segles iv i iii aC. Estava situat en una petita península anomenada el Castell, al terme municipal de Palamós (Baix Empordà), a llevant de la platja de Castell, declarat bé cultural d'interès nacional.
Descobert per Lluís Barceló i Bou, conservador de l'arxiu històric de Palamós, i excavat el 1945-55 per M. Oliva, els materials que s'hi han trobat són, en una bona part, al Museu Arqueològic de Girona. El 1996 fou declarat bé d'interès nacional.

## Edat del ferro
En el període inicial, durant l'edat de ferro, cap al segle vi aC, es va instal·lar a la península, a prop de l'istme, un petit nucli de població format per 4 o 6 cabanes aïllades, reutilitzades posteriorment com a fosses d'escombraries, per recollir l'aigua de pluja o com a sitges d'aprovisionament. Després, probablement, es va abandonar temporalment el lloc i es va reocupar a mitjan segle v aC.
Cap al segle iv aC, l'assentament es va fortificar pel costat de més fàcil accés a la península, l'istme, amb una muralla que envoltava el petit poblat. L'entrada al recinte va ser reforçada amb dues torres quadrades exemptes. Al llarg d'aquest mateix segle i durant el segle iii aC, moment de màxima esplendor, aquesta comunitat va entrar en relació amb el món colonial, possiblement a través de la ciutat ibèrica d'Ullastret, i va experimentar un creixement demogràfic. Les edificacions s'estenen pels vessants occidental i oriental, que són aterrassats, i sobre les terrasses s'assenten les habitacions i cabanes de planta rectangular o quadrada, adossades les unes a les altres formant files que determinen carrers perpendiculars a l'eix de la muntanya. L'organització urbanística de l'assentament està determinada per la topografia del lloc: un pendent salvat per mitjà d'un sistema de terrasses esglaonades, reforçades per murs de contenció de tècnica propera a la ciclòpia. La troballa d'alguns elements arquitectònics, com bases de columna, dovelles, etc., fa suposar l'existència d'un edifici públic, possiblement un temple hel·lenístic, situat a la part més alta del poblat.

## Romanització
Durant la romanització, el poblat va continuar existint. Cap al segle ii aC va experimentar una nova esplendor, es van reconstruir algunes de les cases ibèriques i es van fer cases noves, i s'ha documentat una ampliació fora de la muralla, més enllà de l'istme de la península, però el lloc es va abandonar progressivament a partir del segle i aC.

## Restes arqueològiques
Les restes conservades tenen una gran entitat i presenten un estat de conservació molt bo, i en alguns llocs s'han localitzat paraments de més d'1,5 metres d'alçada. Actualment, es conserva una gran part de les estructures arquitectòniques del poblat ibèric, fet que ha permès reconstruir-ne la planta. Encara que no s'ha excavat extensivament tota la superfície que ocupava el poblat, es conserven pràcticament íntegres totes les estructures essencials en aquest tipus de jaciments: la muralla, les habitacions, la xarxa de carrers que organitzaven la trama urbana, les cisternes per a emmagatzematge de l'aigua i les sitges per guardar-hi el gra. Arquitectònicament, el conjunt resulta d'una tècnica molt acurada.
S'han trobat materials arqueològics des del segle vi aC fins a finals del segle iii aC i d'època romana fins al segle i aC. Destaquen la ceràmica grisa emporitana, les importacions gregues, la ceràmica campaniana i un plom amb inscripció ibèrica, un text dels més extensos que s'han trobat fins ara a Catalunya.
L'antiguitat de les estructures defensives, la personalitat de la seva producció ceràmica i l'antiguitat del gran edifici situat a l'acròpoli indiquen que aquest va ser el segon poblat indiget més important de Catalunya, després de la ciutat ibèrica d'Ullastret.